# Île du Toro
L'île du Toro est une île inhabitée de l'archipel des Cerbicale en Corse-du-Sud. 
Elle fait partie de la Réserve naturelle des îles Cerbicale.

## Géographie
Située entre la Corse et la Sardaigne, elle se compose de deux énormes roches qui culminent de 3 à 4 m.
L'île est surtout connue des amateurs de plongée sous-marine. 